# Frontera entre Brasil y Venezuela
La frontera entre Brasil y Venezuela es el límite que separa los territorios de ambos países sudamericanos. Fue delimitada por el Tratado de límites y navegación fluvial del 5 de mayo de 1859, y ratificado por el Protocolo de 1929. 
La frontera está ubicada principalmente en zonas remotas e inaccesibles, y tiene un solo cruce vial, entre las ciudades de Pacaraima (Roraima, Brasil) y Santa Elena de Uairén (Bolívar, Venezuela), donde pasa la carretera federal brasileña BR-174 desde Boa Vista y Manaus. Se suma a la Troncal 10 venezolana desde Ciudad Guayana y Caracas.

## Trazado de la frontera

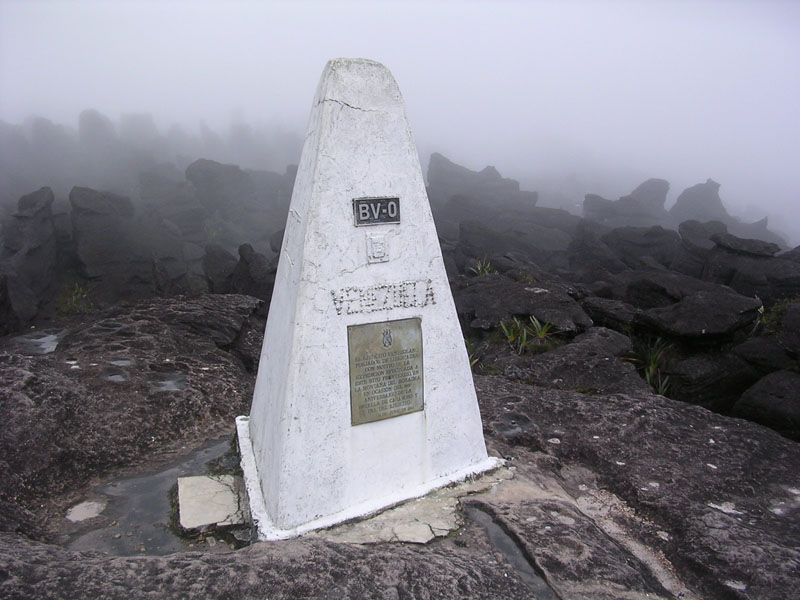
Hito fronterizo en el Monte Roraima que demarca las fronteras entre Venezuela, Brasil y Guyana.

El límite geográfico comienza en el punto trifinio Brasil-Colombia-Venezuela de la Piedra del Cocuy y continúa en línea recta hasta el canal Maturacá, de allí al salto de Huá y después en línea recta hasta la cima de una montaña llamada Cerro Cupi; luego continúa a través de las cumbres montañosas que constituyen la divisoria de aguas de las cuencas de los ríos Orinoco y Amazonas hasta el monte Roraima, cubriendo así un total de 2199 kilómetros.
Debido a la reclamación venezolana sobre la Guayana Esequiba, el punto donde la frontera termina y por tanto la longitud de la misma varía: el punto final de facto se encuentra en un trifinio Brasil-Guyana-Venezuela en la cima del tepuy Roraima, abarcando así un total de 2199 kilómetros de largo (de los cuales 90 km son linderos convencionales y los otros 2109 km corresponden con la divisoria de aguas entre las cuencas del Amazonas (Brasil) y del Orinoco (Venezuela) atravesando las sierras de Neblina, Tapirapeco, Curupira y Urucuzeiro (Estado brasileño de Amazonas), Parima, Auari, Urutanim y Pacaraima (Estado de Roraima), en el macizo guayanés; el punto trifinio de iure (al menos para Venezuela y Brasil por el reconocimiento brasileño de la cuenca del río Orinoco a Venezuela) se localiza en la cima del monte Roraima en la sierra Mapuera, abarcando así una longitud aproximada de 2850 km.

## Historia

El territorio de Pirara incluye los afluentes de la cuenca del Amazonas. Históricamente, esta zona estuvo bajo tratado con los españoles, quienes la consideraban brasileña.

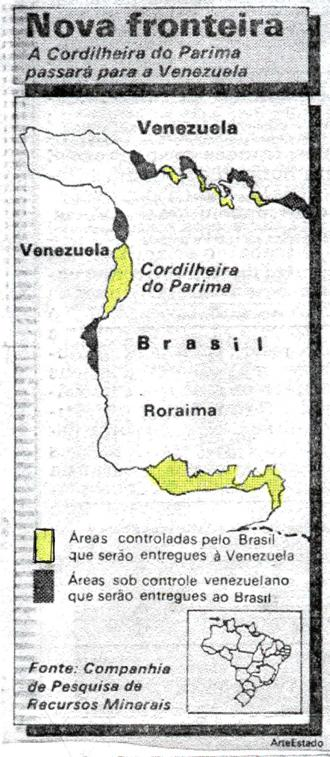
Ajustes realizados a la frontera Brasil-Venezuela después de los trabajos de la Companhia de Pesquisas de Recursos Minerais.

El primer trazado de límites entre territorios que actualmente son venezolanos y brasileños se da por medio del Tratado de Madrid de 1750, en el cual los imperios español y portugués definieron los alcances administrativos y territoriales de sus respectivas colonias en América del Sur. Por medio de este tratado los límites entre el Virreinato del Brasil y la Capitanía General de Venezuela quedaban establecidos por medio del artículo IX en el cual se expresaba lo siguiente:

Continuará la frontera por en medio del río Japurá, y por los demás ríos que se le junten y se acerquen más al rumbo del norte, hasta encontrar lo alto de la cordillera de montes que median entre el río Orinoco y el Marañón, o de las Amazonas; y seguirá por la cumbre de estos montes al oriente, hasta donde se extienda el dominio de una y otra monarquía. Las personas, nombradas por ambas Coronas para establecer los límites, según lo prevenido en el presente artículo, tendrán particular cuidado de señalar la frontera en esta parte, subiendo aguas arriba de la boca más occidental del Japurá. De forma que se dejen cubiertos los establecimientos que actualmente tengan los portugueses a las orillas de este río y del Negro; como también la comunicación, o canal, de que se sirven entre estos dos ríos; y que no se dé lugar a que los españoles, con ningún pretexto ni interpretación, puedan introducirle a ellas ni en dicha comunicación, ni los portugueses remontar hacia el río Orinoco, ni extenderse hacia las provincias pobladas por España, ni en los despoblados que le han de pertenecer, según los presentes artículos. A cuyo efecto señalarán los límites por las lagunas y ríos, enderezando la línea de la raya, cuanto pudiera ser, hacia el norte, sin reparar al poco más o menos del terreno que quede a una o a otra Corona, con tal que se logren los expresados fines.

Estos límites fueron ligeramente modificados por medio del Tratado de San Ildefonso de 1777 y estuvieron vigentes prácticamente hasta la independencia de Venezuela.
Los límites entre Venezuela y Brasil quedaron definidos con la firma del Tratado de límites y navegación fluvial del 5 de mayo de 1859, siendo los signatarios Felipe José Pereira Leal, plenipotenciario brasileño, y Luis Sanojo, su homólogo venezolano. Por medio de este acuerdo, Brasil renunció a favor de Venezuela todos sus posibles derechos en las cuencas de los ríos Orinoco y Esequibo, y a su vez Venezuela renunció a favor de Brasil todos sus derechos posibles sobre la cuenca del Amazonas a través de una línea de frontera que va desde de este a oeste, siguiendo las sierras de Pacaraima y Parima, a excepción del pequeño sector de la cuenca del río Negro, estableciéndose así un divortium aquarum entre Brasil y Venezuela a partir de las cabeceras del Memachí. Este tratado estableció los límites actuales entre los dos Estados y continúa vigente. Además, se conquistaron algunos espacios para Venezuela, que pasó de una superficie de 912.050 km² a 916.445 km².
El 17 de mayo de 1988 ambos países celebraron un nuevo tratado en el cual establecieron una franja de 30 metros de ancho a cada lado de la línea fronteriza donde no pueden realizarse actividades ni obras.
Se hicieron varios intentos de demarcar esta frontera. La primera fue entre 1879 y 1884, cuando el teniente coronel Francisco Lopes de Araújo, “Barón de Parima”, inició el proceso, pero las condiciones insalubres de las zonas atravesadas hicieron que la misión fracasara. En 1912 la cuestión fue retomada con la creación de una comisión mixta brasileño-venezolana, que tampoco logró complementar exitosamente el trabajo. A finales de la década de 1930, el comandante Dias Brás de Aguiar, en una nueva comisión conjunta Brasil-Venezuela, delimitó la frontera, aunque de forma muy rudimentaria. A partir de trabajos posteriores a los años 70, a través de la Comisión de Fronteras, se fueron ampliando los hitos fronterizos y así se pudo tener una mejor idea de los límites entre Brasil y Venezuela, principalmente en la región de las montañas de Parima y Pacaraima. En los años 90, la CPRM (Companhia de Pesquisas de Recursos Minerais) realizó exhaustivos trabajos de campo, aerofotogrametría y posicionamiento satelital que generaron como producto un mapa realista de la actual línea fronteriza entre estos dos países, siendo el ajuste fronterizo de alrededor de 4000 kilómetros a favor de Venezuela.
  